# University of South Carolina System
Die University of South Carolina ist die größte Institution des tertiären Bildungsbereiches im US-Bundesstaat South Carolina. 2019 studierten etwa 52.000 Studenten an einem ihrer acht Campus:
- University of South Carolina Columbia (Hauptcampus)
- University of South Carolina Aiken
- University of South Carolina Beaufort
- University of South Carolina Lancaster
- University of South Carolina Salkehatchie
- University of South Carolina Sumter
- University of South Carolina Union
- University of South Carolina Upstate